# Івана Шугар
Івана Шугар (англ. Ivana Sugar), справжнє ім'я Світлана Сергіївна Серьогіна (нар. 26 лютого 1992, Київ) — українська порноакторка.

## Життєпис
В порноіндустрію потрапила у 2010 році у віці 18 років. У перші кілька років змінила велику кількість псевдонімів. В основному знімалася в жорстких сценах сексу (анальний секс, подвійне проникнення), але і в «м'яких» (традиційний, міжрасовий і лесбійський секс, мастурбація).
Знімалася для таких порностудій і сайтів, як 21 Sextury, Digital Sin, Evil Angel, Girlfriends Films, Juicy Entertainment, LegalPorno, New Sensations, Private, Pure Play Media, Reality Kings, Sindrive, Sunset Media.
За сім років (2010—2017) знялася в понад 190 порнофільмах.
За даними на 2023 рік знялася у понад 450 порнофільмах, сценах та компіляціях.

## Нагороди та номінації
| Рік  | Нагорода         | Результат | Категорія                                                                                      | Фільм           |
| ---- | ---------------- | --------- | ---------------------------------------------------------------------------------------------- | --------------- |
| 2012 | AVN Award        | Номінація | Найкраща сцена сексу у фільмі іноземного виробництва (разом з Амелі, Тімо Харді і Еллен Лотус) | In Like Timo    |
| 2012 | Galaxy Award     | Перемога  | Найкраща нова європейська виконавиця                                                           | Н/Д             |
| 2012 | SHAFTA Award     | Номінація | Найкраща сцена сексу (разом з Денні Ді і Наталі Голд)                                          | Cold War Whores |
| 2013 | AVN Award        | Номінація | Іноземна виконавиця року                                                                       | Н/Д             |
| 2013 | Galaxy Award     | Перемога  | Найкраща європейська виконавиця                                                                | Н/Д             |
| 2014 | AVN Award        | Номінація | Іноземна виконавиця року                                                                       | Н/Д             |
| 2014 | Spank Bank Award | Номінація | International Fuck Bunny                                                                       | Н/Д             |
| 2015 | AVN Award        | Номінація | Іноземна виконавиця року                                                                       | Н/Д             |

## Вибрана фільмографія
- 2011 — 2 At A Time
- 2011 — Hold Me Close
- 2012 — My First Gangbang 2
- 2012 — Strap Attack 16
- 2012 — Teenage Rampage 3
- 2014 — European Invasion[15]
- 2016 — Analytical Affairs 2
- 2016 — Drill Instructors
- 2016 — Foursomes or Moresomes 8[16]
- 2016 — My First Threesome
- 2016 — The Lady's Maids
- 2016 — Total Anal 2
- 2017 — European Housewives
- 2017 — Love Lesson
- 2017 — Married But Horny
- 2017 — Nursing School Diaries[17]